# トルガウ城で催されるカール5世のための狩猟
『トルガウ城で催されるカール5世のための狩猟』（トルガウじょうでもよおされるカール5せいのためのしゅりょう、西: Cacería en el castillo de Torgau en honor de Carlos V、英: Hunt at the Castle of Torgau in Honour of Charles V）は、ドイツ・ルネサンス期の画家ルーカス・クラナッハ (父) が1544年に板上に油彩で制作した絵画である。画家の署名となっている翼の付いた蛇の紋章と年記が記されている。宗教改革をめぐって神聖ローマ皇帝カール5世と複雑な立場にあったザクセン選帝侯ヨハン・フリードリヒがカール5世に贈った作品で、マリア・フォン・エスターライヒによりスペインにもたらされ、エル・パルド宮殿に掛けられていたことが1564年の目録に記載されている。現在は、対をなす『トルガウ城で催されるローマ王フェルディナント1世のための狩猟』とともにマドリードのプラド美術館に所蔵されている。

## 作品

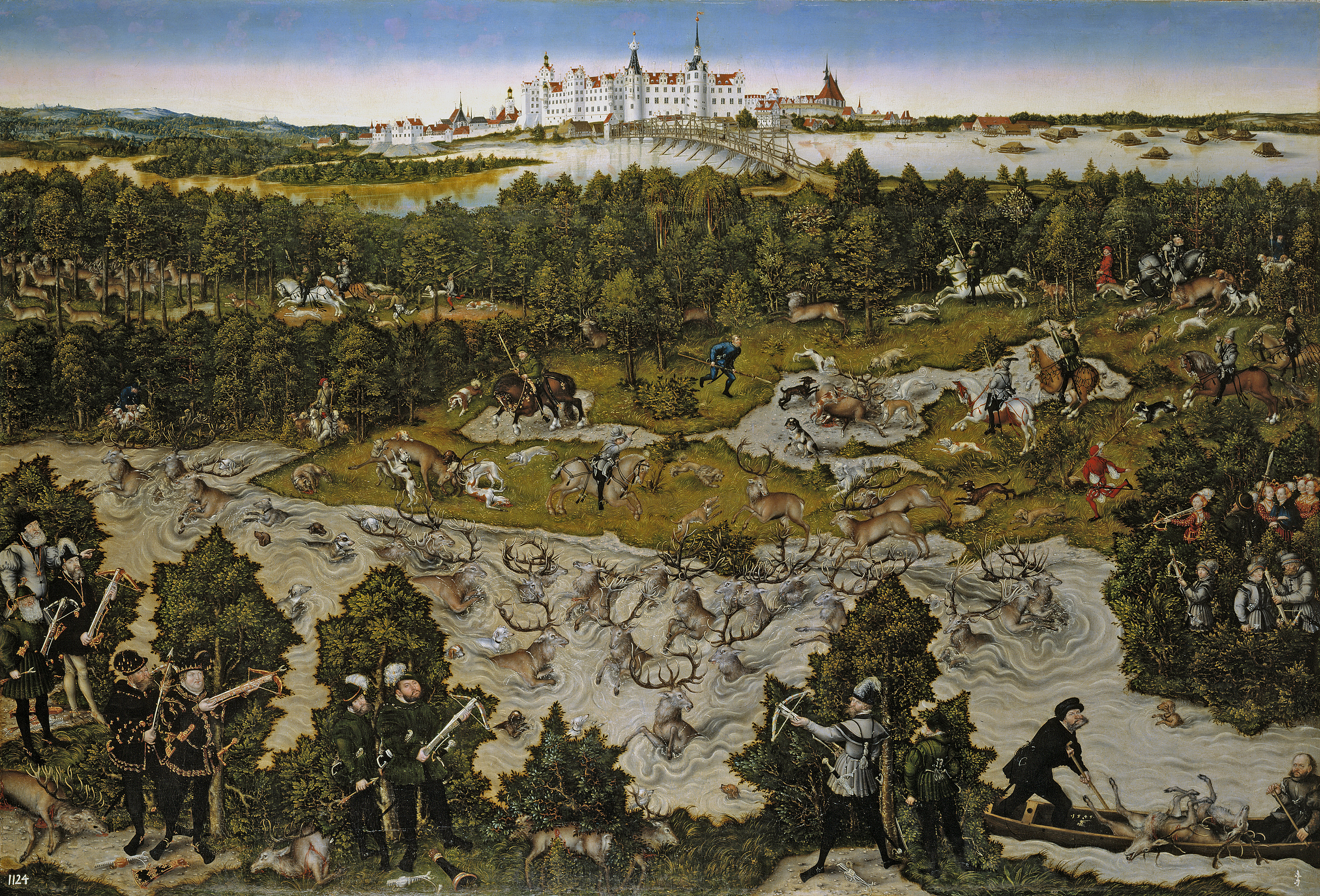
ルーカス・クラナッハ (父)『トルガウ城で催されるローマ王フェルディナント1世のための狩猟』 (1545年)、プラド美術館

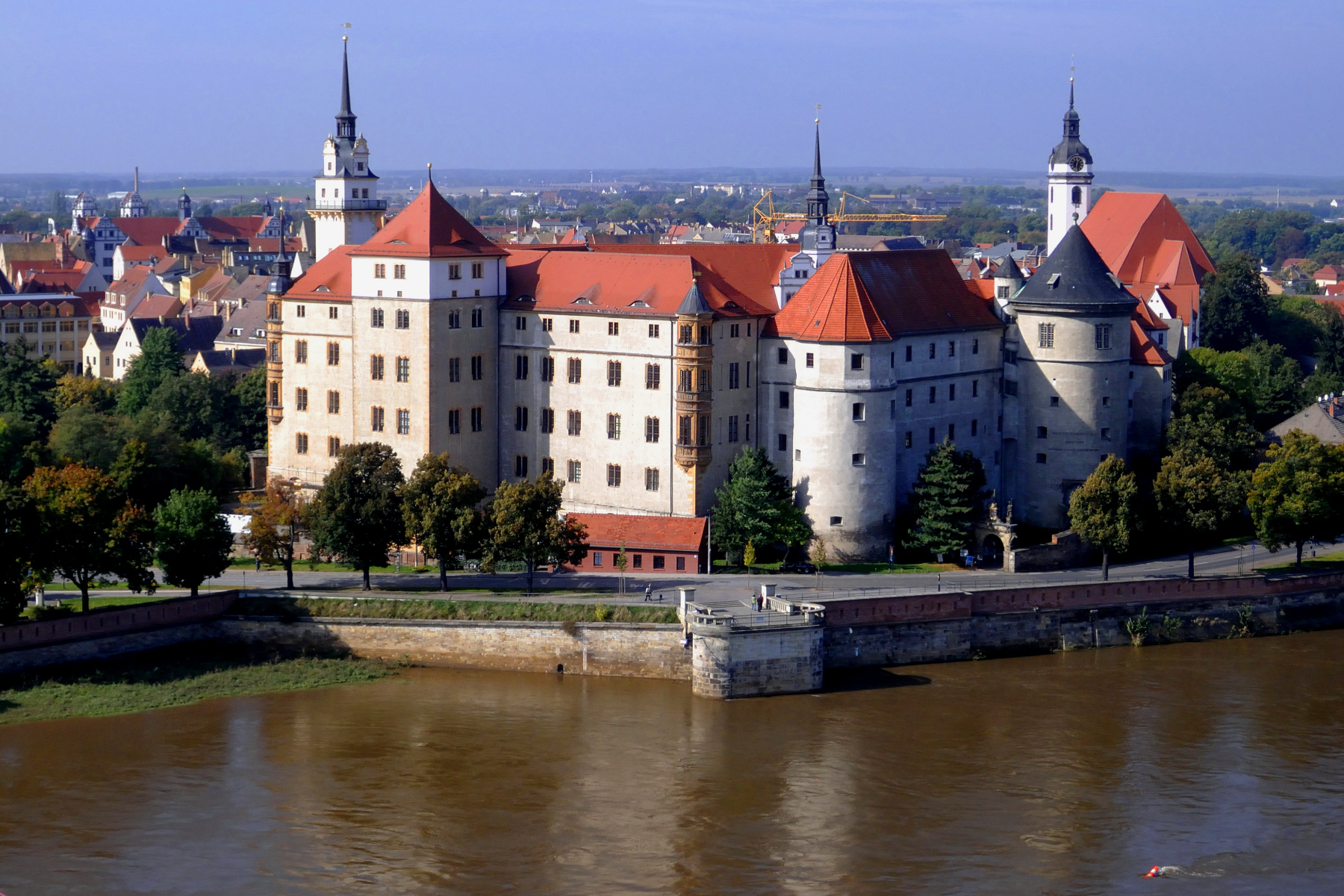
ハルテンフェルス城、トルガウ

クラナッハと彼の工房は、本作に類似した数々の狩猟場面を描いた。それらの絵画は、当時の様々な君主に付き添われたザクセン選帝侯ヨハン・フリードリヒを、彼が所有するトルガウのハルテンフェルス (Hartenfels) 城を背景に表したものである。それらは1540年代に他の君主たちへの贈り物として選帝侯に委嘱された可能性があり、政治的な意味を持つ。トルガウの城は新たにプロテスタントの教会として一新されたもので、宗教改革に献身する選帝侯を自身の領土の合法的な領主として表しているのである。
絶対王政の時代、狩猟は軍の指揮官であった王族の訓練であり、嗜みであった。本作は、選帝侯が神聖ローマ皇帝カール5世のために催す狩猟の様子を描いたものであるが、この狩猟は史実ではなく、狩猟によって象徴される善政の寓意という意味を持つ創作である。歴史的には、本作が描かれた1544年にカール5世が1527年にトルガウで挙行された選帝侯の結婚をついに認めたという経緯がある。
画面前景左側には、カール5世とザクセン選帝侯が捕獲された動物らとともに描かれている。彼らは、犬に追いかけられて水中に落とされるシカを射ようと待ち構えているところである。前景右側には、赤いドレスを身に着けた選帝侯の妻ジビュレ・フォン・ユーリヒ＝クレーフェ＝ベルクが見える。
クラナッハは、地平線を高い位置に配して複数の出来事を同時に展開させている。また、写実性よりも叙述的側面を重視して、描き出している。動物を追い回す狩猟の荒々しさと、草むらで静かにじっと待機する廷臣たちの様子が対照的である。